# كهوف فينجكساي
كهوف فينجكساي في محافظة هوا فان بشمال شرق لاوس توجد شبكة واسعة من الكهوف في جبال الحجر الجيري. استخدم الباثيت لاو أربعمائة وثمانين من هذه الكهوف خلال حرب فيتنام للحماية من القصف الأمريكي.